# Mount Etherington
Mount Etherington är ett berg i Kanada.   Det ligger i provinsen Alberta, i den södra delen av landet, 2 900 km väster om huvudstaden Ottawa. Toppen på Mount Etherington är 2 879 meter över havet.
Terrängen runt Mount Etherington är kuperad åt sydost, men åt nordväst är den bergig.Trakten runt Mount Etherington är nära nog obefolkad, med mindre än två invånare per kvadratkilometer.. Det finns inga samhällen i närheten.
Trakten runt Mount Etherington består i huvudsak av gräsmarker.